# Baciro Candé
Baciro Candé (6 april 1967 in Catió , Guinee-Bissau) is een Guinee-Bissause professionele voetballer en manager.

## Carrière
Candé speelde betaald voetbal in de Portugese Segunda Liga als verdediger met Estrela da Amadora en Amora. Hij speelde in het nationale voetbalteam van Guinee-Bissau .
Na zijn loopbaan als speler werd Candé voetbalcoach. Hij werkte als coach bij verschillende Guineebissause clubs: Desportivo de Farim, UDIB, Bula Futebol Clube, Estrela Negra de Bissau en Ajuda Sport Clube. Met Desportivo de Farim won hij de Beker in 1989. Vervolgens leidde hij verschillende jaren Sporting Clube de Bissau. Met deze club won hij negen landstitels.
Van 2003 tot 2010 was hij coach van het nationale voetbalteam van Guinee-Bissau . Hij trainde het Portugese AD Oeiras in het seizoen 2013/14. In maart 2016 keerde hij terug als hoofdtrainer van het nationale team.